# زافیگ
زافیگ (به آلمانی: Saffig) یک شهر در آلمان است که در ماین-کبلنتس واقع شده‌است.